# 오흥군
오흥군(吳興郡)은 오나라때 설치되어 수나라때 폐지된 중국의 옛 군이다.

## 오, 진
266년(손호 보정 원년) 산월을 효과적으로 통제하고, 명릉(明陵)을 지키며, 대제(大祭)를 빋들도록 하기 위해 오군의 오정, 양선, 영안, 여항, 임수 5현, 단양군의 고장, 안길, 원향, 어잠 4현이 오흥군으로 분리되었다. 서진대 오흥군은 10현 24,000호를 거느렸다. 304년(진 혜제 영흥 원년), 오흥군 장성현, 현 북쪽에서 신설된 3개 현과 양선현이 의흥군으로 분리되었다.
| 현명   | 한자   | 대략적 위치                                  | 비고 |
| ------ | ------ | -------------------------------------------- | --- |
| 오정현 | 烏程縣 | 후저우시 우싱구 운소촌(雲巢村)               | 오흥군이 세워질 무렵 손호가 쓴 조서에 따르면, 오정현을 제외하고 오흥군에 편입된 8개현이 수로를 통해 본현으로 이어지기 때문에 본현을 군태수의 치소로 두었다고 한다. 404년(진 안제 의희 원년), 치소가 운소촌에서 지금의 후저우시 시가지로 옮겨졌다. |
| 임안현 | 臨安縣 | 항저우시 린안구 고홍진(高虹鎭)               | 211년(건안 11년) 여항현의 서부지역에서 신설된 임수현(臨水縣)이다. 280년(서진 무제 태강 원년) 지금의 이름으로 개명되었다. |
| 여항현 | 余杭縣 | 항저우시 위항구 여항가도(余杭街道)           | |
| 무강현 | 武康縣 | 후저우시 더칭현                              | 194년(후한 헌제 흥평 원년) 오정현과 여항현에서 분리신설된 영안현(永安縣)이다. 280년 영강현(永康縣)으로 개명되었다가 281년(서진 무제 태강 2년) 지금의 이름으로 개명되었다.                                                                         |
| 동천현 | 東遷縣 | 후저우시 난쉰구 동천진(東遷鎭)               | 282년(서진 무제 태강 3년) 오정현에서 분리신설되었다. |
| 어잠현 | 於潛縣 | 항저우시 린안구 어잠진(於潛鎭)               | |
| 고장현 | 故鄣縣 | 후저우시 창싱현 사안진(泗安鎭) 사안저수지 내 | |
| 안길현 | 安吉縣 | 후저우시 안지현 효풍진(孝豐鎭)               | 185년(후한 영제 중평 2년)고장현에서 분리신설되었다. |
| 원향현 | 原鄕縣 | 후저우시 창싱현 사안진                       | 185년 고장현에서 분리신설되었다. |
| 장성현 | 長城縣 | 후저우시 창싱현 이가항진(李家港鎭)           | 282년 오정현에서 분리신설되었다. 304년 현 북쪽에서 의향현(義鄕縣), 국산현(國山縣), 임진현(臨津縣)의 3개 현이 신설되었다. 장성현은 이렇게 신설된 3개 현, 양선현, 단양군 영세현과 함께 의흥군으로 분리되었다.                                       |
| 양선현 | 陽羨縣 | 우시시 이싱시                                | 304년, 장성현, 장성현에서 신설된 3개현, 단양군 영세현과 함께 의흥군으로 분리되었다. |

## 송이후
유송대 오흥군은 10현 49,609호 316,173명을 거느렸다. 오흥군에서 수도인 건강까지 수로로 950리, 육로로 570리 거리였다. 수나라가 진나라를 멸망시킨 이후에는 소주(蘇州)에 통폐합되었다.
| 현명   | 한자   | 대략적 위치                          | 민정   | 비고 |
| ------ | ------ | ------------------------------------ | ------ | --- |
| 오정현 | 烏程縣 | 후저우시                             | 령(令) | |
| 동천현 | 東遷縣 | 후저우시 난쉰구 동천진(東遷鎭)       | 령(令) | 476년(유송 후폐제 원휘 4년) 동안현(東安縣)으로 개명되었다가 1년 후인 477년(유송 순제 승명 원년) 원래 이름으로 복귀했다. 진나라 멸망이후 오정현에 통폐합되었다. |
| 무강현 | 武康縣 | 후저우시 더칭현                      | 령(令) | 진나라 멸망이후 폐지되었다가 602년(수 문제 인수 2년) 재설치되었다.                                                                                             |
| 장성현 | 長城縣 | 후저우시 창싱현 이가항진(李家港鎭)   | 령(令) | 진나라 멸망이후 폐지되었다가 602년 재설치되었다. |
| 원향현 | 原鄕縣 | 후저우시 창싱현 사안진               | 령(令) | 진나라 멸망이후 폐지되었다. |
| 고장현 | 故鄣縣 | 후저우시 창싱현 사안진 사안저수지 내 | 령(令) | 진나라 멸망이후 폐지되었다. |
| 안길현 | 安吉縣 | 후저우시 안지현 효풍진(孝豐鎭)       | 령(令) | 진나라 멸망이후 폐지되었다. |
| 여항현 | 余杭縣 | 항저우시 위항구 여항가도(余杭街道)   | 령(令) | 진나라 멸망이후 항주로 편입되었다. |
| 임안현 | 臨安縣 | 항저우시 린안구 고홍진(高虹鎭)       | 령(令) | 진나라 멸망이후 폐지되었다. |
| 어잠현 | 於潛縣 | 항저우시 린안구 어잠진(於潛鎭)       | 령(令) | 진나라 멸망이후 항주로 편입되었다. |

1. 1 2  《삼국지》 48권 오서 제3 삼폐주전 손호
2. ↑  《진서》 15권 지 제5 지리지 下 양주 오흥군
3. 1 2  《송서》 35권 지 제25 주군지 1 양주 오흥군
4. ↑  《남제서》 14권 지 제6 주군지 上 양주 오흥군
5. ↑  《수서》 31권 지 제26 지리지 下 양주 오군